# Radlice (Jesionowo)
Radlice – przysiółek wsi Jesionowo w Polsce, położony w województwie zachodniopomorskim, w powiecie pyrzyckim, w gminie Przelewice. Wchodzi w skład sołectwa Jesionowo. 
W latach 1975–1998 przysiółek administracyjnie należał do województwa szczecińskiego.